# 8983 Rayakazakova
8983 Rayakazakova è un asteroide della fascia principale. Scoperto nel 1977, presenta un'orbita caratterizzata da un semiasse maggiore pari a 2,9964104 UA e da un'eccentricità di 0,0803171, inclinata di 10,50701° rispetto all'eclittica.